# Pilny Potok
Pilny Potok – potok, lewostronny dopływ Choczenki o długości ok. 1,1 km.
Źródła potoku znajdują się na wysokości około 450 m pod szczytami Ostrego Wierchu i Kokocznika w Beskidzie Małym. Spływa we wschodnim kierunku doliną między tymi szczytami. Na całej swojej długości płynie przez las, tylko wzdłuż jego koryta istnieje wąski pas pastwisk, a przy samym ujściu znajdują się tereny zabudowane miejscowości Chocznia (osiedle Homlówka). Uchodzi do Choczenki na wysokości 348 m.